# Kaluđerica
Kaluđerica (Servisch cyrillisch Калуђерица) is een plaats in de Servische gemeente Grocka. De plaats telt 22248 inwoners (2002).